# Sebastian Maniscalco
Sebastian Maniscalco is een Amerikaanse stand-upcomedian en acteur. Maniscalco, geboren in Arlington Heights, Illinois, begon zijn carrière in 1998 toen hij naar Los Angeles verhuisde met open mics in het Four Seasons Hotel, waar hij als ober werkte. In 2005 begon hij regelmatig op te treden in The Comedy Store.  Sindsdien heeft hij vijf comedy-specials uitgebracht. Maniscalco heeft ook bijrol gespeeld in de films Green Book (2018) en The Irishman (2019).Hij speelde de hoofdrol in de film About My Father (2023) naast Robert De Niro.

## Comedy specials
- Sebastian Live (2009)
- What's Wrong With People? (2012)
- Aren't You Embarrassed? (2014)
- Why Would You Do That? (2016)
- Stay Hungry (2019)

## Filmografie
| Jaar | Titel                       | Rol                   |
| ---- | --------------------------- | --------------------- |
| 2017 | The House                   | Stand-upcomedian      |
| 2017 | The Nut Job 2               | Johnny (stem)         |
| 2018 | Green Book                  | Johnny Venere         |
| 2018 | Cruise                      | Dinardo               |
| 2018 | Tag                         | Pastor                |
| 2019 | The Irishman                | Joe Gallo             |
| 2023 | The Super Mario Bros. Movie | Foreman Spike (stem)  |
| 2023 | About My Father             | Sebastian             |
| 2024 | IF                          | Magician Mouse (stem) |